# Colias myrmidone
Colias myrmidone é uma borboleta da família Pieridae. Ela é encontrada a partir do oeste da Ásia, através do sul da Rússia, Ucrânia, Roménia, Hungria e até à Áustria e às Montanhas Jura, perto de Ratisbona, na Alemanha.
As larvas alimentam-se de Chamaecytisus ratisbonensis, Chamaecytisus ruthenicus e Chamaecytisus supinus.

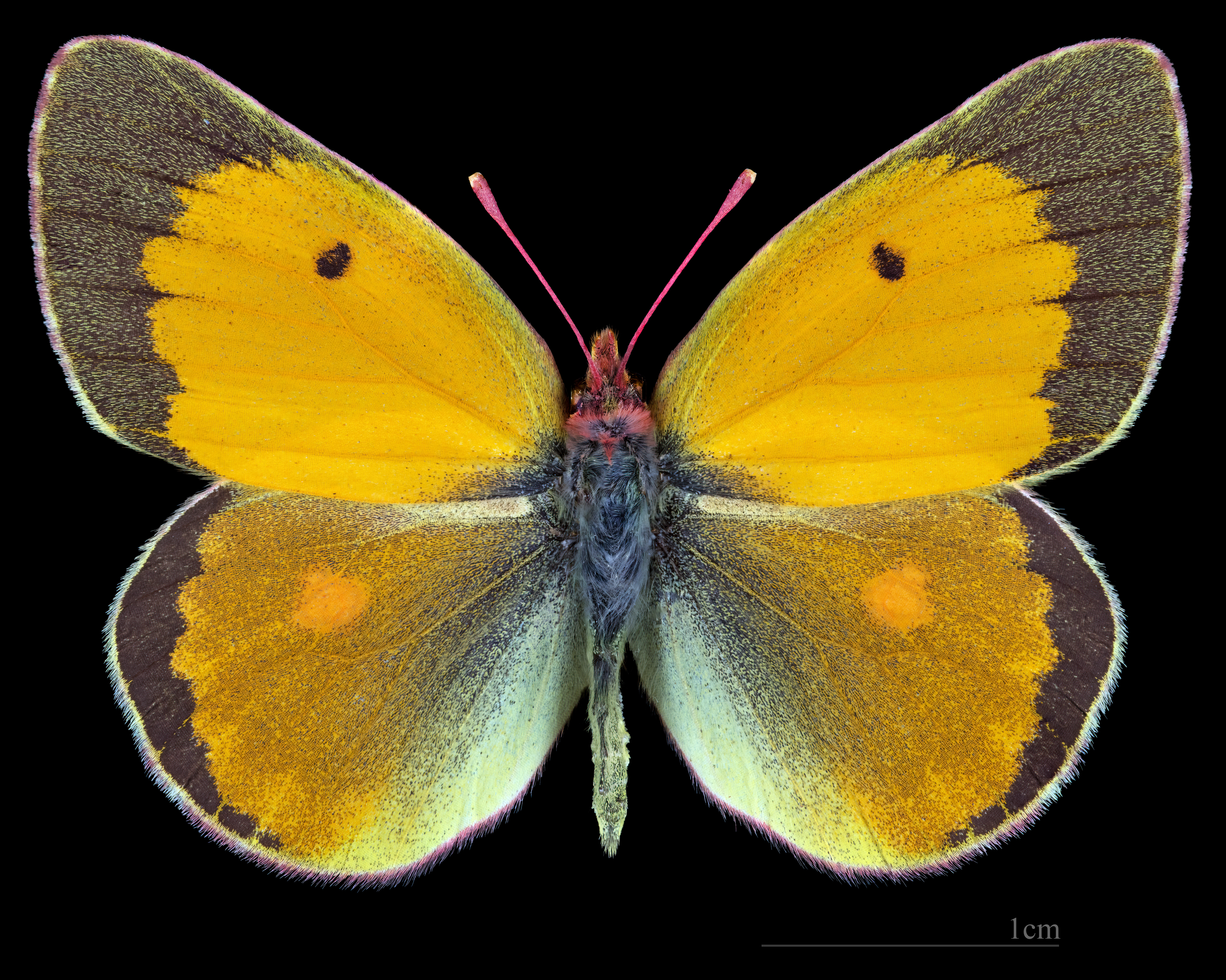
Colias myrmidone   ♂
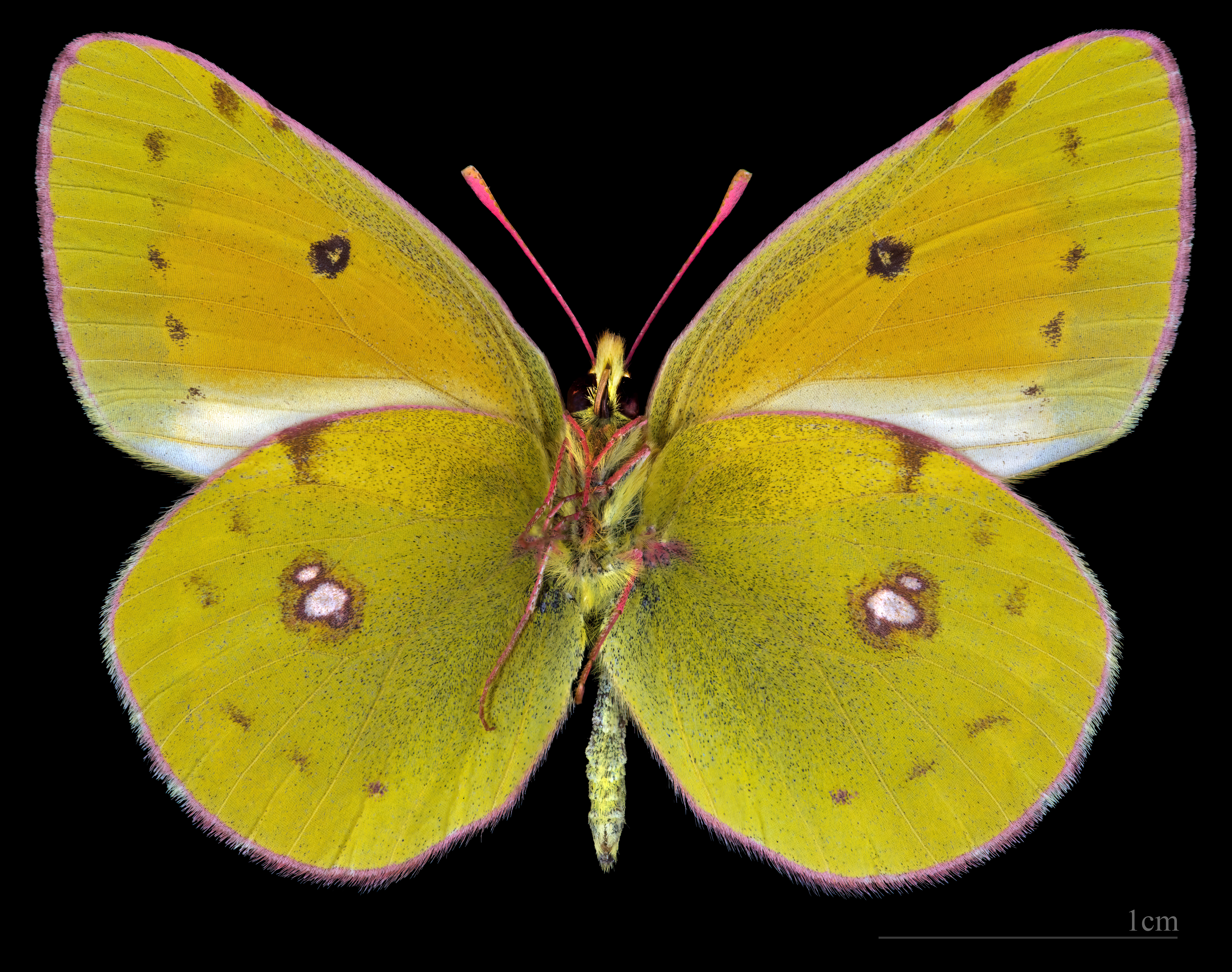
Colias myrmidone   ♂   △
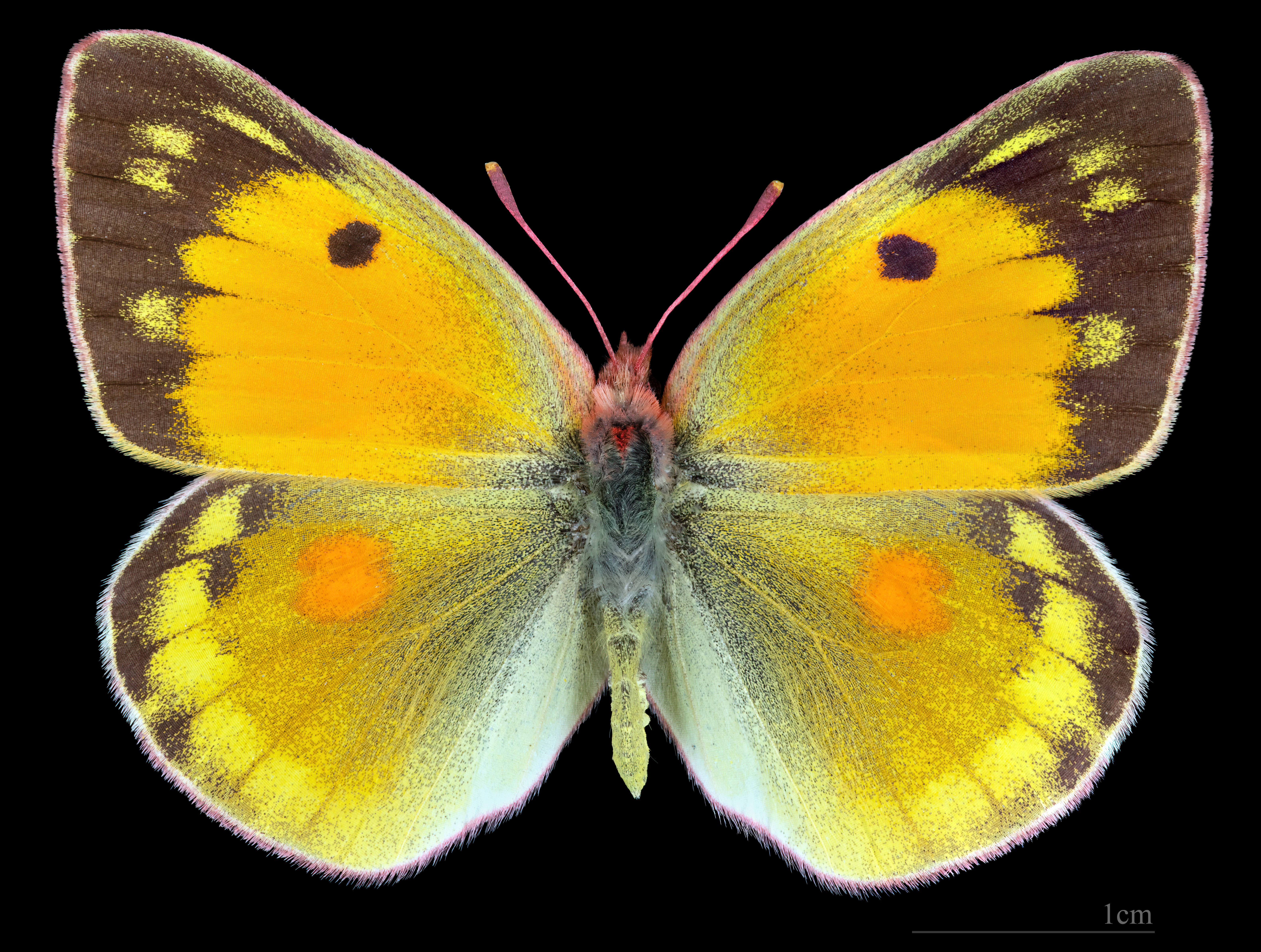
Colias myrmidone ♀
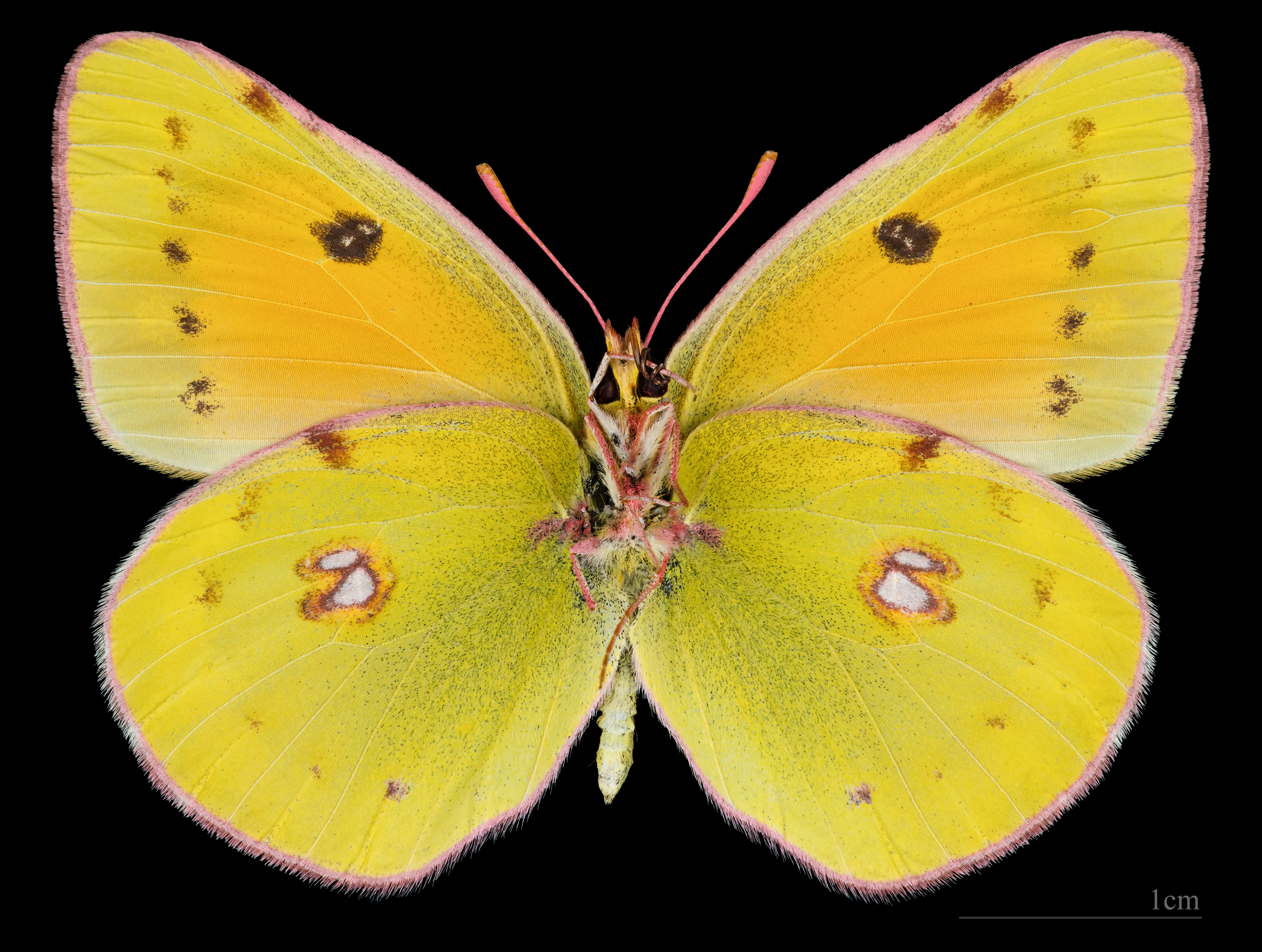
Colias myrmidone ♀ △